# Védőszínek
A Védőszínek (eredeti cím lengyelül: Barwy ochronne) 1976-ban készült lengyel filmdráma, Piotr Garlicki és Zbigniew Zapasiewicz főszereplésével. Az élőszereplős játékfilm rendezője és írója Krzysztof Zanussi, a film zenéjét Wojciech Kilar szerezte. A mozifilm a Studio Filmowe Tor gyártásában készült.

## Cselekmény
|  | Alább a cselekmény részletei következnek! |

A cím arra a jelenségre utal, mellyel a növények és az állatok alkalmazkodnak környezetükhöz. A film fő kérdése mit értsünk emberi alkalmazkodáson a társadalomban. Az egyetemi nyelvésztábor kiváló helyszín egyrészt a hetvenes évek lengyel morális közállapotának bemutatásához másrészt egy docens és egy tanársegéd között kialakuló szellemi párbaj bemutatásával, a kor jellegzetes jellemtípusait és stratégiáit helyezi mikroszkóp alá. A két gondolkodásmód egyike a kíméletlen racionalitásé, mely "terep"-színt ölt, minden helyzethez megalkuvó módon alkalmazkodik, a másik az erkölcsi elvekhez ragaszkodó, önmagához hű maradó idealistáé.
|  | Itt a vége a cselekmény részletezésének! |

## Szereplők
| Szereplő            | Színész                 | Magyar hang                     | Magyar hang                        |
| Szereplő            | Színész                 | 1. magyar szinkron (MTV1, 1982) | 2. magyar szinkron (Duna TV, 2004) |
| ------------------- | ----------------------- | ------------------------------- | ---------------------------------- |
| Jaroslaw Kruszewski | Pjotr Garlicki          | Jordán Tamás                    | Széles Tamás                       |
| Jakub Szelestowski  | Zbigniew Zapasiewicz    | Tolnai Miklós                   | Fodor Tamás                        |
| Nelly               | Christine Paul-Podlasky | Ribjánszki Alexandra            | Major Melinda                      |
| Vice Dean           | Mariusz Dmochowski      | Szabó Ottó                      | Konrád Antal                       |
| Mariola             | Magdalena Zawadzka      | Pásztor Erzsi                   | Szabó Éva                          |

- További magyar hangok (1. magyar változatban): Czigány Judit, Fazekas István, Földessy Margit, Gosztonyi János, Győri Ilona, Hetényi Pál, Joó László, Tímár Éva, Usztics Mátyás
- További magyar hangok (2. magyar változatban): Agócs Judit, Bókai Mária, Cs. Németh Lajos, Csík Csaba Krisztián, Harsányi Bence, Hevér Gábor, Izsóf Vilmos, Molnár Zsuzsa, Rosta Sándor, Seszták Szabolcs, Simonyi Balázs, Solecki Janka, Szokolay Ottó, Szórádi Erika, Tóth Barnabás, Uri István, Vándor Éva

## Díjak, jelölések
| Év   | Díj                                  | Kategória                                | Jelölt               | Eredmény |
| ---- | ------------------------------------ | ---------------------------------------- | -------------------- | -------- |
| 1977 | 4. Lengyel Film Fesztivál – Gdańsk   | Arany Oroszlán Grand Prix – legjobb film | Krzysztof Zanussi    | Elnyerte |
| 1977 | 4. Lengyel Film Fesztivál – Gdańsk   | Legjobb férfi főszereplő                 | Zbigniew Zapasiewicz | Elnyerte |
| 1977 | 4. Lengyel Film Fesztivál – Gdańsk   | Legjobb forgatókönyvíró                  | Krzysztof Zanussi    | Elnyerte |
| 1977 | Teheráni Nemzetközi Film Fesztivál   | Legjobb rendezés                         | Krzysztof Zanussi    | Elnyerte |
| 1978 | Rotterdami Nemzetközi Film Fesztivál | Kritikusok díja                          | Krzysztof Zanussi    | Elnyerte |
| 1978 | Arany Kamera                         | Legjobb színész                          | Peter Garlicki       | Elnyerte |

## Televíziós megjelenések
MTV-1 / TV-1, Duna TV (első-két magyar szinkron)